# انچوچک
اَنچوچک (اشاره به دانه‌ها)، (نام علمی: Pyrus glabra) گونه‌ای گلابی وحشی بومی ایران است. این گیاه در رشته‌کوه‌های زاگرس در ارتفاع حدود ۲۰۰۰ متری از سطح دریا رشد می کند، این درخت کوچک و خاردار، معمولاً ۴٫۶ متر ارتفاع دارد و تا ۷٫۸ متر نیز می‌رسد. گفته می‌شود که از این گیاه ماده شیرینی به نام گزانگبین لرستان تراوش می‌کند که توسط بومیان جمع‌آوری و مصرف می‌شود. میوه‌های آن دارای تانن زیادی هستند و بسیار ترش می‌باشند، اما همچنان در طبیعت برای روغن گیاهی دانه‌ها، که بزرگتر از دانه‌های گلابی معمولی هستند، جمع‌آوری می‌شوند. این روغن برای مدت طولانی قابل نگهداری است و سرشار از اسیدهای چرب امگا ۶ است.